# Christian Mauersberger
Christian Mauersberger (* 20. April 1995 in Bad Soden-Salmünster) ist ein deutscher Fußballspieler.

## Sportlicher Werdegang

### Jugend
Mauersberger erlernte das Fußballspielen beim VfB Annaberg 09. Im Jahr 2007 wurde er vom Chemnitzer FC entdeckt, für welchen er fortan spielte. Bald wurde auch der DFB auf ihn aufmerksam. Er absolvierte Freundschaftsspiele für die U-15, U-17 und U-18 Nationalmannschaft. In Chemnitz als großes Jugendtalent gefeiert, verhalf Mauersberger der U-19-Mannschaft entscheidend zum Aufstieg in die U-19-Bundesliga. In den zwei Relegationsspielen gegen die Auswahl des TSV Havelse, welche in der Summe 3:1 für Chemnitz endeten, konnte er zwei Vorlagen für sich verbuchen. In der Folgesaison traf Mauersberger in 24 U-19-Bundesligaspielen vier Mal.

### Profi
Nach dem Abstieg der U-19-Mannschaft wurde Mauersberger zur Saison 2013/14 in den Profikader der Himmelblauen aufgenommen. Zur Saison 2015/2016 wechselte Mauersberger zum FC Schalke 04, für den er in der zweiten Mannschaft in der Regionalliga West aktiv war. Nach zwei Jahren beim FC Schalke unterschrieb der Mittelfeldspieler zur Saison 2017/18 beim FSV Zwickau einen Einjahresvertrag mit Option auf ein weiteres Jahr. Im Juli 2018 verkündete Mauersberger das vorläufige Ende seiner Karriere. Nach etwa zweimonatiger Pause vom Fußball stand Mauersberger ab September 2018 im Aufgebot des Sechstligisten 1. FC Rielasingen-Arlen. In der Saison 2018/19 gelang mit Rielasingen-Arlen der Aufstieg in die Oberliga Baden-Württemberg. Nach zwei Spielzeiten in Rielasingen-Arlen wechselte Mauersberger zur Saison 2020/21 zum Ligakonkurrenten SGV Freiberg. Parallel studiert er Theologie am Bibelstudienkolleg in Ostfildern. Am 13. Juni 2023 verkündeten die Stuttgarter Kickers, die gerade aus der Oberliga Baden-Württemberg in die Regionalliga Südwest aufgestiegen waren, die Verpflichtung des Mittelfeldspielers.